# Irob
 Ovo je glavno značenje pojma Irob. Za etiopsku woredu u kojoj živi ova etnička grupa pogledajte Irob (woreda).
Irob (Ge'ez : ኢሮብ ʾirōb) su etnička skupina koja pretežno nastanjuje istoimeno planinsko područje u sjeveroistočnoj etiopskoj regiji Tigraj. Govore saho jezik, većinom su katolici i uglavnom su poljoprivrednici. Etimologija imena Irob je diskutabilna, a prema tumačenju starješina naroda Irob, taj izraz potječe od riječi "Oroba", što na Saho jeziku znači "dobrodošli u naš dom". Granice zemlje Iroba uglavnom se poklapaju s woredom Irob; te graniče sa sljedećim područjima: Dabri-Mela na sjeveru, Hado na istoku, regija Afar na istoku i jugu, Shoumezana i Gulomakeda na zapadu i Saesi Tsaedaemba na jugu. Prva dva susjeda također govore Saho i većinom muslimani, treći su muslimani Afari, a ostali su kršćani koji govore jezik tigrinja. 

## Povijest
Glavni grad (tradicionalno središte) Iroba je Alitena. Irobi vode podrijetlo od jednog čovjeka, Summea, sina neguša Worede-Mehret, koji je prema usmenoj predaji Iroba prije oko 700 godina migrirao u zemlju Iroba iz mjesta Tsira'e u Kilite Awla'elo u Tigraju.     
Unatoč relativno maloj populaciji, Irob su bili na čelu regionalne i nacionalne politike u Etiopiji. Počevši od perioda Zemene Mesafint, irobska obitelj od šuma Agame Woldu dominirali su politikom Tigrinja. U dinastiji su bili dejazmač Subagadis (čija se vladavina proširila na današnju Eritreju), Shum Agame Desta, Ras Sebhat Aregawi i mnogi drugi, uključujući cara Ivana IV.
Tijekom talijanske invazije, domoljubi iz naroda Irob, predvođeni pojedincima kao što su dejazmač Ayele Sebhat i dejazmač Kassa Sebhat, dali su doprinos protutalijanskom pokretu otpora iz svoje baze na planini Asimba. 
U novije vrijeme mnogi su Irobi, poput dr. Tesfaya Debessaya, koji je bio čelnik Etiopske narodne revolucionarne stranke (EPRP), igrali važnu ulogu u borbi koja se vodila protiv diktatorske hunte pukovnika Mengistu Haile Mariama. 
Štoviše, sama zemlja Iroba, posebno oko lokaliteta Assimba i Aiga, služila je kao baza za nekoliko etiopskih revolucionarnih pokreta, uključujući EPRP i Narodnu oslobodilačku frontu Tigraja (TPLF). Aiga je i mjesto značajnih bitaka tijekom etiopsko-eritrejskog graničnog rata (1998. – 2000.), Koje su u konačnici dovele do protjerivanja okupirajućih eritrejskih snaga iz regije. 

## Kultura
Irob su podijeljeni u tri glavne podskupine, ili Are (Kuće): Adgadi-Are, Buknaiti-Are i Hasaballa. Adgadi-Are i Hasaballa većinom su pravoslavni kršćani, dok su Bouknaiti-Are katolici.
Irob su bikulturna zajednica. Sa svojim susjedima koji govore saho, dijele zajednički jezik i određene društvene strukture, poput sustava podjele klanova pod nazivom Mela i naslova Ona za svoje regionalne vođe. Po pitanju mnogo drugih kulturnih praksi, uključujući svadbene svečanosti, odijevanje, ples i hranu; međutim, sličniji su svojim susjedima koji govore tigrinju, posebno s narodima Agame.
Irobi također imaju osebujne običaje. Na primjer, imaju složenu tradiciju kazivanja poezije koja se zove Adar. Muškarci imaju plesnu/koračnu rutinu nazvanu Hora i Alkafo, koja se tradicionalno izvodila kao priprema za bitke i još uvijek se često prikazuje tijekom vjenčanja i drugih ceremonija.

## Gospodarstvo
Gospodarstvo Iroba temelji se prvenstveno na poljoprivredi i stočarstvu. Regija je također poznata po izvrsnom medu. Miess/Tej ili lokalno "Pivo" (medeno vino) napravljeno od meda cijenjeno je u cijeloj regiji zbog svoje kvalitete.